# سماعي (موسيقى)
السماعي هو شكل من أشكال التآليف الموسيقية يكون مبنياً على الإيقاع السماعي الثقيل 10/8. ويتكون عادة من أربعة حركات (خانات) وتسليم. تكون الحركات الثلاثة الأولى مبنية على الإيقاع السماعي الثقيل، أما الحركة الرابعة فهي غير مشروطة بذلك وتكون غالباً مبنية على أحد الأيقاعات غير الثنائية مثلا: 3/4 أو 7/8 أو 10/16.
يعود أصل كلمة السماعي إلى مصر وقد استعملت اصطلاحا للدلالة عن قطعة موسيقية آلية بها تأليف خاص بصورة مصغرة ومختصرة.